# Harasiuki (gromada)
Harasiuki – dawna gromada, czyli najmniejsza jednostka podziału terytorialnego Polskiej Rzeczypospolitej Ludowej w latach 1954–1972.
Gromady, z gromadzkimi radami narodowymi (GRN) jako organami władzy najniższego stopnia na wsi, funkcjonowały od reformy reorganizującej administrację wiejską przeprowadzonej jesienią 1954 do momentu ich zniesienia z dniem 1 stycznia 1973, tym samym wypierając organizację gminną w latach 1954–1972.
Gromadę Harasiuki z siedzibą GRN w Harasiukach utworzono – jako jedną z 8759 gromad na obszarze Polski – w powiecie biłgorajskim w woj. lubelskim na mocy uchwały nr 6 WRN w Lublinie z dnia 5 października 1954. W skład jednostki weszły obszary dotychczasowych gromad Derylaki i Harasiuki oraz miejscowości Sieraków n/Tanwią wieś i Sieraków Nowy wieś z dotychczasowej gromady Sieraków ze zniesionej gminy Huta Krzeszowska w tymże powiecie. Dla gromady ustalono tylko 9 członków gromadzkiej rady narodowej (była to najmniej ludna gromada powiatu).
1 stycznia 1957 do gromady Harasiuki włączono wieś Gózd Lipiński z gromady Biszcza w tymże powiecie.
1 stycznia 1958 z gromady Harasiuki wyłączono wieś Gózd Lipiński, włączając ją z powrotem do gromady Biszcza w tymże powiecie.
1 stycznia 1960 z gromady Harasiuki wyłączono obszar leśny o powierzchni 1100 ha, włączając go do gromady Huta Plebańska w tymże powiecie; do gromady Harasiuki włączono natomiast wsie Łazory i Rogóźnia ze zniesionej gromady Bidaczów Stary oraz wsie Kusze, Półsieraków i Wólka wraz z leśniczówką Borowina ze zniesionej gromady Hucisko w tymże powiecie.
Gromada przetrwała do końca 1972 roku, czyli do kolejnej reformy gminnej. 1 stycznia 1973 w powiecie biłgorajskim utworzono gminę Harasiuki (od 1999 gmina Harasiuki znajduje się w powiecie niżańskim w woj. podkarpackim).